# حسین ناظریان
حسین ناظریان (زاده ۳۰ شهریور ۱۳۴۹) فیلم‌بردار سینما اهل ایران است. وی به‌عنوان عکاس و فیلمبردار در جنگ ایران و عراق حضور داشته است، پس از پایان جنگ به حوزه هنری رفت و به ساخت مستند مشغول شد و در سال ۱۳۶۹ به‌عنوان دستیار فیلمبردار وارد سینما شد.

## فیلم‌شناسی

### مدیر فیلمبرداری
- نیم (۱۳۹۴)
- به من نگو قراضه (فیلم تلویزیونی) (۱۳۹۲)
- لج و لجبازی (۱۳۸۸)
- کاندیداتور (۱۳۸۴)
- هیام (۱۳۸۲)
- فراری (۱۳۸۱)
- سفر به شرق (۱۳۸۰)

### دستیار فیلمبردار
- سحرگاه پیروزی (۱۳۷۸)
- بچه‌های آسمان (۱۳۷۵)
- دایره سرخ (۱۳۷۴)
- منطقه ممنوعه (۱۳۷۳)
- بر بال فرشتگان (۱۳۷۱)
- حماسه مجنون (۱۳۷۱)
- راز گل سرخ (۱۳۷۱)